# Dogma
Izraz dogma generalno se koristi da bi se označio temeljni princip jedne vjere, ili onih filozofski formuliranih uvjerenja koja su postavljena u osnovi datih učenja. Značaj i snaga dogme se ogleda u tome što vjernik odnosno sljedbenik ne smije dovesti u pitanje.
Osim u vjerskim ili filozofskim sistemima pojam se u datom smislu može široko primijeniti u različitim disciplinama.

## Etimologija
Riječ dolazi od grčkog δογμα (dogma), ona proizlazi iz starogrčkog glagola δοκω, (doko).
Riječ δογμα ima tri značenja:
1. pogled, mišljenja;
2. misao, filozofska doktrina, religijska doktrina;
3. odluka, prosudba, dekret;

Izraz dogma poieisthai znači: djelovati, donijeti uredbu.
Na taj izraz treba obratiti pažnju kad se odnosi na "dogmu Crkve". To je odluka ili odluke koju izdaje Papa ili vijeće u jedinstvu s Papom koje definira istinu vjere, a koja je prethodno bila predmetom široke diskusije.

## Dogma u kršćanstvu
Glavne kršćanske vjerske istine definirane su u antici na prvim ekumenskim koncilima i uglavnom ih prihvaćaju sve kršćanske vjeroispovijesti. U kršćanstvu je pet glavnih istina:
1) monoteizam (postojanje jednoga transcendentnoga Boga, različitoga od svijeta, čija je objava sadržana u Svetom pismu) i Trojstvo (u Bogu su tri osobe: Otac, Sin i Duh Sveti);
2) stvaranje i providnost (Bog je sve stvorio, sve uzdržava i svime upravlja);
3) utjelovljenje i otkupljenje (Sin je Božji postao čovjekom radi našega spasenja);
4) besmrtnost ljudske duše i uskrsnuće tijela;
5) posljednje stvari (raj ili pakao) uvjetovane su milošću Božjom i čovjekovim etičkim ponašanjem.